# صبر (اسلام)
واژهٔ صبر در اسلام به معنی به تعویق انداختن عکس‌العمل به امری ناخوشایند یا آزاردهنده جهت کسب رضایت خداست.
به گفتهٔ پیامبر اسلام «الصبر ثلاثت: صبرٌ عند المصیبت و صبرٌ علی الطاعت و صبرٌ عن المعصیت»، صبر ۳ نوع دارد:
- صبر بر مصیبت وقتی که حادثه‌ای رخ می‌دهد
- صبر بر طاعت تحمل دشواریهای رعایت بایدهای الهی
- صبر بر معصیت تحمل دشواریهای رعایت نبایدهای الهی

در قرآن، خدا دوست‌دار کسی که صبر می‌کند قلمداد شده‌است: «وَاللَّهُ یُحِبُّ الصَّابِرِینَ» در مذهب شیعه دوازده‌امامی، احادیث بسیاری در ستایش صبر وارد شده‌است. در معارف اسلامی، صبر ضد جزع دانسته شده که ترکیب «جزع و فزع» به معنی بی‌قراری نمایان کردن از آن ساخته شده‌است.

## ‌منابع
1. ↑  اصول کافی، جلد ۲، صفحهٔ ۹۲
2. ↑  قرآن کریم، سورهٔ آل عمران، آیهٔ ۱۴۶